# Igor Lazič
Igor Lazič, slovenski nogometaš, * 30. oktober 1979.
Lazič je večji del kariere igral v slovenski ligi za klube Ljubljana, Olimpija, Publikum Celje, Koper, Interblock, Olimpija (2005), Šenčur in Bela krajina. Skupno je v prvi slovenski ligi odigral 136 prvenstvenih tekem. Igral je tudi v ruski ligi za Terek Grozni.
Za slovensko reprezentanco je v letih 2004 in 2007 odigral dve uradni tekmi.